# ريم (الدرب)
ريم هو مركز سعودي يتبع محافظة الدرب، إحدى محافظات منطقة جازان جنوب غرب السعودية.

## القرى التابعة
- العرق
- رقة الشيوخ
- عرج حنشة
- المفرق
- كادوم
- السبلة
- أبو الحوار
- جندلة
- أمندحة
- الرهوه
- الحّمه
- العرق
- مجاليل
- جمحان
- الباخن
- لُسخة
- أمسيول